# Maryamabad
Maryamabad (em persa: مريم اباد, também romanizada como Maryamābād) é uma aldeia do distrito rural de Tirjerd, no condado de Abarkuh, na província de Yazd, Irã.
Segundo o censo de 2006, sua população era de 1 223 habitantes, em 325 famílias.